# 국자견
국자견(麴子堅)은 국씨고창의 제3대 왕(531~548)이다. 일설엔 이름이 국견(麴堅)이다. 국가의 아들이고, 국광의 동생이다. 연호는 장화(章和)이다. 북위 보태(普泰) 초년에 국자견을 평서장군(平西將軍), 과주자사(瓜州刺史), 태림현백(泰臨縣伯), 고창왕(高昌王), 가위장군(加衞將軍)으로 삼았다. 남조 양은 국자견을 사지절(使持節), 표기대장군(驃騎大將軍), 산기상시(散騎常侍), 도독과주제군사(都督瓜州諸軍事), 과주자사(瓜州刺史), 하서군개국공(河西郡開國公), 의동삼사(儀同三司), 고창왕(高昌王)으로 삼았다. 아들 국현희가 뒤를 이었다.